# Мирзоев, Ширин Вели оглы
Ширин Вели оглы Мирзоев (азерб. Şirin Vəli oğlu Mirzəyev; 5 января 1947, Степанакерт — 18 июня 1992, Агдамский район) — подполковник вооружённых сил Азербайджана. Национальный герой Азербайджана.

## Биография
Родился 5 января 1947 года в Степанакерте. Срочную службу проходил в полку внутренних войск в Баку. После окончания в 1971 году Ленинградского высшего военно-политического училища МВД СССР для прохождения дальнейшей службы был направлен в Ереван. Через пять лет был переведён в Баку. За время 15-летней службы в полку внутренних войск окончил Военно-политическую академию имени В. И. Ленина.

### Первая карабахская война
В 1991 году Ширин Мирзоев прибыл для прохождения службы в Агдам — в то время одну из самых «горячих точек» Азербайджана. Занимал должности заместителя командира роты, заместителя командира батальона, заместителя командира дивизии, а 9 октября 1991 года был назначен командиром батальона в районе Ходжалы. В начале июня 1992 года азербайджанским командованием был разработан план масштабного наступления, в ходе которого войскам предстояло нанести одновременный удар по противнику с трёх сторон. Несмотря на нехватку боевой техники, вооружения и боеприпасов, командир батальона Мирзоев организовал успешное продвижение своего подразделения вдоль реки Хачынчай, заняв селения Казанчи, Сырхавенд, Фаррух, Пирджамал, Баллыгая, Гарашлар, Баширли, Агбулак, Даргаз, Нахичеваник в районе Агдама.
18 июня 1992 года подполковник Ширин Мирзоев при возвращении в часть из служебной поездки из Баку подорвался на мине, заложенной на дороге к селу Гаралар.

## Память
Указом президента Азербайджанской Республики от 16 сентября 1994 года Мирзоеву Ширину Вели оглы было присвоено звание Национального героя Азербайджана (посмертно).
Его именем названа улица в Низаминском районе города Баку. На территории воинской части, где служил Ширин Мирзоев, установлен памятник герою.
В турецком городе Бурса есть парк в честь Ширина Мирзоева.